# William Metzler
William Metzler   (Odessa, 18 de setembre de 1863 - Syracuse, 18 d'abril de 1943) va ser un matemàtic canadenc.

## Vida i obra
Metzler, nascut a prop de Kingston (Ontario), va estudiar matemàtiques a la universitat de Toronto, essent deixeble d'Henry Taber. Es va graduar el 1888 i el 1892 va obtenir el doctorat a la universitat de Clark, sota la direcció de William Edward Story.
Des de 1895 fins a 1923 va ser professor de matemàtiques de la universitat de Syracuse i de 1923 fins a la seva jubilació el 1933 va ser degà i professor de matemàtiques del col·legi estatal de mestres d'Albany, capital de l'estat de Nova York, i que, actualment, forma part de la universitat estatal a Albany.
Des de la seva tesi doctoral, els seus treballs de recerca es van centrar en les matrius. Va demostrar unes assercions que havia fet el seu mestre, Taber, sobre la traça i el determinant d'una matriu i, els anys 1930 i 1933, va reeditar, ampliant-lo notablement, el tractat sobre matrius que havia publicat Thomas Muir el 1882.